# Eugénie Rebetez
Eugénie Rebetez (* 1984 in Genf) ist eine Schweizer Bühnenkünstlerin, Tänzerin und Choreografin.

## Biografie
Eugénie Rebetez wurde 1984 in Genf als zweites von vier Kindern geboren. Sie wuchs im Schweizer Jura in Mervelier auf. Ihr Vater, Pascal Rebetez, ist Schriftsteller, Verleger und Journalist aus dem Jura, ihre Mutter ist Malerin, Dekorateurin und Theaterszenografin. Rebetez begann mit vier Jahren mit ihrer grossen Schwester im Kanton Jura zu tanzen. 1994 schloss sie sich der Blaskapelle an, in der sie Trompete spielte. Dies gab sie aber auf, um sich vollumfänglich dem Tanz zu widmen. Im Alter von 15 Jahren verliess sie die Schweiz, um in Louvain-la-Neuve (Belgien) Tanz und Choreografie zu studieren, dann an der Kunsthochschule ArtEZ in Arnheim in den Niederlanden, wo sie 2005 ihren Abschluss in Tanz und Choreografie abschloss.
Anschliessend arbeitete Rebetez in Brüssel mit dem venezolanischen Choreografen David Zambrano. Sie gehörte 2006 zu den Tanzenden von Soul Project. 2008 liess sie sich in Zürich nieder, wo sie sich in der Performance Öper Öpis von Zimmermann & de Perrot engagierte.
2010 choreografierte sie ihr erstes Stück Gina. Rebetez tourte mit ihrem Stück zwei Jahre lang über mehr als zwanzig Bühnen in der Schweiz, Frankreich, den Niederlanden, Italien und Luxemburg. 2013 führte sie ihr zweites Stück Encore auf, eine Fortsetzung von Gina. Auch mit diesem Stück tourte die Künstlerin zwei Jahre lang in der Schweiz, Frankreich, Deutschland, Spanien, Luxemburg, Österreich, den Niederlanden und Liechtenstein.
Für La Fête des Vignerons in Vevey schuf sie 2019 Le délifilé droit direct du Jura. Von ihrem Stück Rendez-vous drehte Carmen Jaquier für das Westschweizer Fernsehen RTS eine Filmversion.
Heute lebt und arbeitet Rebetez als freischaffende Tänzerin und Choreografin in Zürich. Sie unterrichtet regelmässig im Rahmen des Bachelorstudiums „Tanz“ bei La Manufacture in Lausanne. Nebst ihren Bühnenstücken kreiert Rebetez Performances an Kunstorten. Von 2024 bis 2027 wird sie im Rahmen der Konzeptförderung (neues Fördermodell von Stadt Zürich Kultur) kontinuierlich unterstützt und ist seither Tanzhaus-Komplizin.
Gemäß der Aargauer Zeitung sprengt Rebetez mit ihrer Arbeit die «Denkverbote und Körperbilder».

## Werke (Auswahl)
- 2010: Gina
- 2013: Encore
- 2014: One night only (Kunst Halle St. Gallen)
- 2015: Unfertig (Hauser & Wirth Zürich)
- 2015 / 2016: Flesh, Heart and Soul (Kunst Halle Krems, Kunsthaus Zürich)
- 2015 / 2016: Geduld (Kunst Halle Krems, Kunsthaus Zürich)
- 2017: Bienvenue
- 2019: Le délifilé droit direct du Jura
- 2019: Nous trois
- 2021: Ha ha ha
- 2022: Rendez-vous
- 2025: Comeback

## Auszeichnungen
- 2013: Schweizer Bühnenpreis[11]
- 2013: Schweizer KleinKunstPreis[12]